# John L. Goldwater
John Leonard Goldwater (geboren als Max Leonard Goldwasser, * 14. Februar 1916 in New York City; † 26. Februar 1999 ebenda) war ein US-amerikanischer Comic-Verleger und Mitbegründer (zusammen mit Maurice Coyne und Louis Silberkleit) von MLJ Comics (später bekannt als Archie Comics). Viele Jahre fungierte er als Herausgeber und Co-Verleger. In den 1950er Jahren war Goldwater einer der maßgeblichen Verfechter und Bewahrer der Zensurregeln für Comics, bekannt als Comics Code Authority.

## Leben

### Frühes Leben
Goldwater wurde am 14. Februar 1916 im New Yorker Stadtteil East Harlem als Kind jüdischer Eltern geboren. Seine Mutter starb bei der Geburt, der Vater verstarb wenig später, sodass er als Waise bei seiner Pflegemutter Rose Ettinger aufwuchs. Laut eigenen Angaben ist er entfernt mit dem US-Senator Barry M. Goldwater verwandt. In seiner Jugend trampte er während der Great Depression durch die Vereinigten Staaten, lebte zeitweise in Hiawatha, Kansas als Reporter und sammelte dort Erfahrungen, die später Inspiration für seine Comics wurden. Nach kurzer Tätigkeit an der Grand Canyon-Lodge arbeitete Goldwater in San Francisco, bevor er wieder nach New York zurückkehrte.

### MLJ Comics
Wieder in New York, kam er durch seine Erfahrungen aus dem Versandhandel auf eine Idee und gründete „Periodicals for Export, Inc.“ und handelte mit alten Magazinbeständen von Louis Silberkleit. Gemeinsam mit Maurice Coyne und Louis Silberkleit gründete er schließlich MLJ Comics (nach deren Initialen benannt).
Das Trio brachte, inspiriert vom Erfolg von Superman und Batman, ihre ersten Hefte wie Blue Ribbon Comics (Nov. 1939) heraus. Goldwater war als Herausgeber maßgeblich an der Entwicklung von Figuren wie dem Shield in Pep Comics und The Black Hood in Top-Notch Comics beteiligt.

### Archie Comics
Goldwater sah in den Superhelden eine Überhöhung des Normalen und entwarf gezielt das Gegenmodell: einen „ganz normalen Jugendlichen“. Daraus entstand Archie Andrews, der erstmals 1941 in Pep Comics #22 erschien. Der Charakter war vom Alltag Jugendlicher inspiriert und wurde gemeinsam mit Autor/Zeichner Bob Montana weiterentwickelt.
Archie wurde zur Erfolgsgeschichte: Der Comicstrip war in bis zu 750 Tageszeitungen, und die Hefte erreichten Verkaufszahlen von bis zu 50 Millionen Exemplaren pro Jahr. Goldwater führte diesen Erfolg auf das Familienbild und „die Stillen im Lande“ zurück. Neben Comics wurden zahlreiche weitere Medienformate erschlossen und sogar eine Kette von „Archie“-Restaurants gegründet. Goldwater leitete Archie Comics bis zu seinem Ruhestand 1983.

### Comics Code Authority
1954 gründete Goldwater als Reaktion auf die Anti-Comic-Stimmung der Öffentlichkeit, ausgelöst durch Fredric Werthams Buch „Seduction of the Innocent“ und den Untersuchungsausschuss des US-Senats zur Jugendkriminalität, die Comics Code Authority. Als Präsident der Comics Magazine Association of America legte er Leitlinien für moralisch einwandfreie Inhalte fest, war aber später auch in umstrittene Diskussionen, wie um die Darstellung von Drogen in Comics, verwickelt.

### Weitere Aktivitäten
Goldwater war zudem Präsident der New York Society for the Deaf und National-Kommissar der Anti-Defamation League von B’nai B’rith.

### Spätes Leben und Tod
1973 lizenzierte Goldwater Archie-Comics für evangelikale christliche Inhalte, trotz seines jüdischen Glaubens, da er die Botschaft für „familienfreundlich“ hielt. Nach seinem Rückzug übernahmen sein Sohn Richard Goldwater und Michael Silberkleit die Leitung des privat geführten Unternehmens. Goldwater starb am 26. Februar 1999 in New York und hinterließ seine zweite Ehefrau, sowie die Söhne Richard, Jonathan und Jared.